# Jeruzalem (Tilburgse wijk)
Jeruzalem (aanvankelijk ook geschreven als Jerusalem) is een buurt van Tilburg met 1.500 inwoners in 2023 en is gelegen in de wijk Oud-Zuid. Karakteristiek zijn de Airey-woningen die na 1945 zijn gebouwd. De naam ontstond in de volksmond, verwijzend naar de boomloze vlakte en de witte huizen die er gebouwd werden. Het gebied heette oorspronkelijk Koningshoeven, naar de gelijknamige buurtschap die aan de zuidkant van Jeruzalem grenst, aan de overkant van de Meierijbaan.

## Enkele gegevens
- De eerste woningen in Jeruzalem werden na 1945 gebouwd. Daarvoor was het agrarisch gebied.
- Het Centraal Bureau voor de Statistiek (CBS) berekende in 2007 dat Jeruzalem de armste wijk van de provincie Noord-Brabant was.
- Er is anno 2014 geen middenstand in de wijk die toen als multicultureel kon worden aangeduid.
- Bij de gemeenteraadsverkiezingen van 2022 werden in het stembureau Buurthuis Jeruzalem de meeste stemmen uitgebracht op GroenLinks, D66 en de VVD.[4]

## Gebied
De buurt is min of meer rechthoekig en ligt vrij geïsoleerd, doordat hij aan twee kanten begrensd wordt door waterwegen en aan twee kanten door brede verkeersaders. De noordgrens is de lange invaart richting Piushaven, die een aftakking is van het Wilhelminakanaal, de oostelijke begrenzing. In het zuiden ligt de Meierijbaan, die van 1950 tot eind 1971 deel uitmaakte van Rijksweg 63 (Breda-Tilburg-Eindhoven). In het westen ligt Ringbaan Oost, een drukke verkeersweg. Voor automobilisten zijn er slechts drie toegangen: twee vanaf Ringbaan Oost en een onder de ringbaan door, over de Havendijk vanuit de wijk Hoevenseweg, die in de volksmond Fatima wordt genoemd. Voor fietsers is er dan nog een doorsteek naar de Meierijbaan. Die is in gebruik als fietspad over het kanaal, richting Moergestel.
De aangrenzende buurten liggen eveneens in Oud-Zuid: Hoevenseweg in het oosten en Koningshoeven in het zuiden zijn al genoemd en in het noorden, aan de overkant van de invaart naar de Piushaven ligt Armhoef. Dit zijn woonbuurten, in tegenstelling tot Moerenburg, een ietwat landelijk gebied dat aan de oostzijde ligt, aan de overkant van het Wilhelminakanaal.